# .exe
EXE é um arquivo de aplicação a ser executado em computador com o sistema operacional MS-DOS e algumas versões do sistema Microsoft Windows; um formato de arquivo informático de execução de aplicações representado por .exe.
Em tais sistemas, aplicações podem ser iniciadas a partir de um ficheiro com extensão EXE. Porém, atualmente as aplicações são modulares, e por isto contêm diversos ficheiros auxiliares, com extensões tais como DLL, INI, CFG e DAT. Em tais situações, o ficheiro EXE somente será corretamente executado caso seus módulos estejam presentes e nos locais corretos.
Quando se executa um ficheiro com a extensão EXE, o usuário está dando autorização ao sistema para executar todas as instruções contidas dentro dele. Quando tal ficheiro é de origem desconhecida ou não confiável, como por exemplo o que vem anexado a um e-mail de remetente desconhecido, é possível que este ficheiro instrua o computador a realizar tarefas indesejadas pelo usuário, tais como a instalação de vírus ou spywares.

## Versões
Existem diversos tipos de ficheiros EXE - estes evoluíram de forma a acomodar capacidades não previstas anteriormente - identificados pelos seus respectivos números mágicos (do inglês: "magic number").
- "DOS Executable": tem como número mágico a string "MZ" do sistema ASCII, é a encarnação mais simples dos ficheiros EXE. Esta é a única versão usada no DOS sem extensões de 32 bits.
- "16-bit New Executable": identificados pela string "NE" pode ser executado pelo OS/2 e todas as versões de Windows.
- "Mixed 16/32-bit Linear Executable": identificados pelas iniciais "LE" em ASCII. Este formato não é usado por aplicações, ele é usado para drivers do tipo VxD no Windows 3.x e Windows 9x.
- "32-bit Linear Executable": identificados pelas iniciais "LX" no ASCII. Formato exclusivo do OS/2 nas versões 2.0 ou mais recentes. Alguns extensores do DOS para 32 bits usavam este formato também.[1]
- "32-bit Portable Executable": identificados pelas iniciais "PE" in ASCII. Este é o formato mais complexo de ficheiros EXE e podem ser executados por todas as versões do Windows NT e pelos Windows 95 e mais recentes. O BeOS também usa este formato, porém este sistema viola a especificação de uma forma sutil.
- "64-bit": Similares aos ficheiros EXE "32-bit Portable Executable" porém usam as extensões de 64-bits das CPUs. Estes só podem ser executados nas edições dos Windows 64-bits.

Além destas existem algumas versões customizadas do EXE, elas eram criadas pelos extensores do DOS.
Os ficheiros EXE em formatos mais novos que são incompatíveis com o DOS, são precedidos por um programa executável que pode ser entendido pelo DOS. Isso é feito para que os arquivos não provoquem um "crash" no DOS quando executados nesta plataforma e normalmente eles simplesmente informam ao usuário que o programa deve ser executado em uma versão do Windows. Alguns programas, como o editor de registros do Windows (regedit), têm um programa funcional em DOS.